# Adalberto Tejeda Sección Dos
Adalberto Tejeda Sección Dos är en ort i Mexiko.   Den ligger i kommunen Minatitlán och delstaten Veracruz, i den sydöstra delen av landet, 600 km öster om huvudstaden Mexico City. Adalberto Tejeda Sección Dos ligger 41 meter över havet och antalet invånare är 109.
Terrängen runt Adalberto Tejeda Sección Dos är platt. Runt Adalberto Tejeda Sección Dos är det ganska glesbefolkat, med 29 invånare per kvadratkilometer. Närmaste större samhälle är Carolino Anaya Ramírez, 9,0 km sydväst om Adalberto Tejeda Sección Dos. Omgivningarna runt Adalberto Tejeda Sección Dos är en mosaik av jordbruksmark och naturlig växtlighet.